# 国王牧歌

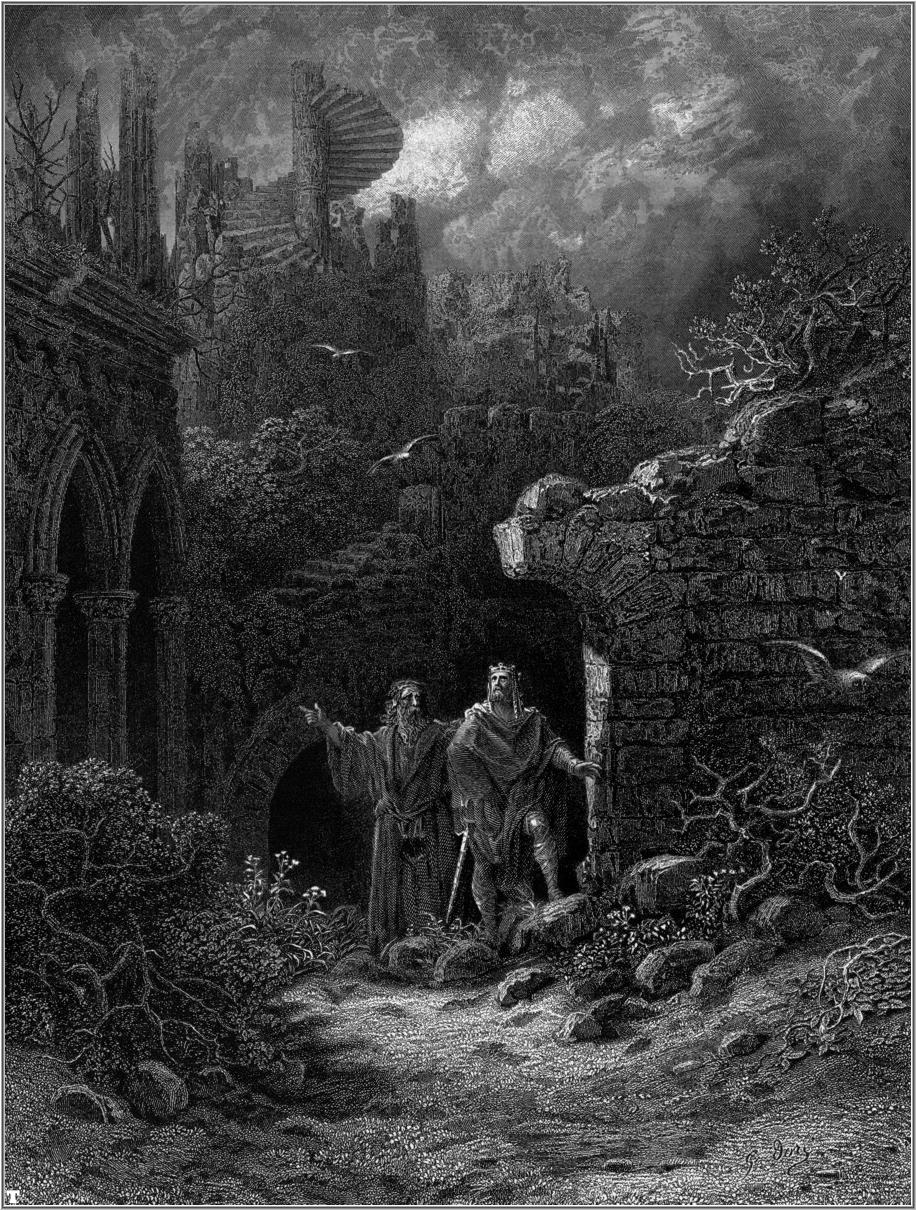
マーリンはアーサー王に助言する。ギュスターヴ・ドレ画

『国王牧歌』（こくおうぼっか、Idylls of the King）は、イギリスの詩人アルフレッド・テニスンによる詩。12の物語詩からなる。アルバート公に献捧され、1856年から1885年の間に出版された。アーサー王伝説を題材にしており、アーサー王や円卓の騎士たちが登場する。
トマス・マロリー『アーサー王の死』、『マビノギオン』を基調とした形で展開するが、テニスン自身による脚色もかなり加えられている。その顕著な例としては、アーサー王の妻・グィネヴィアである。マロリー版ではグィネヴィアは不貞が発覚すると火刑台にかけられ、処刑されるところをランスロット卿に助けられている。だが、『国王牧歌』ではグィネヴィアは修道院に逃げ込み、悔い改めるとアーサーに許され、以後は死ぬまで修道院で暮らすことになる。また、テニスンは登場人物について、それまで使われていた名前の綴りを韻律に合うように改めたりもしている。
形式として、基本的にはブランクヴァースを採用している。

## 変遷
『国王牧歌』は初めから完全な形でなく、まずは1859年に「エニード」、「ヴィヴィアン」、「エレイン」、「グィネヴィア」を収録して発表された。その後、「エニード」は「ゲランドの結婚」と「ゲラントとエニード」に分割され、また「グィネヴィア」にも加筆された。それから10年後に「聖杯」などが書かれ、「最後のトーナメント」が1871年に発表された。それに続き「ガレスとリネット」が発表され、最後の牧歌である「ベイリンとベイラン」が1885年に発表された。また、アルバート公が死去すると、翌年には献辞が付けられ、エピローグである「王妃へ」（「To the Queen」）が1873年に発表された。

## 各牧歌のあらすじ

### The Coming of Arthur

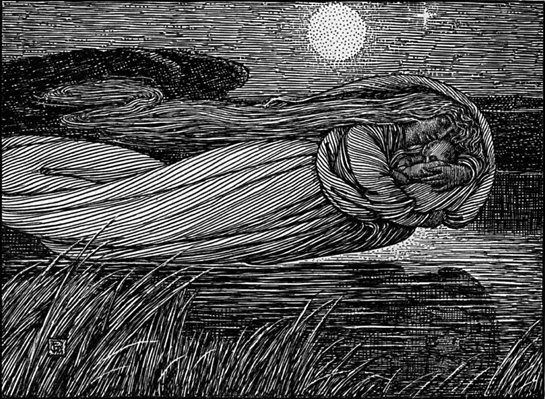
湖の乙女は幼少期のランスロットを誘拐する、『国王牧歌』より

アーサー王の即位と、結婚をテーマにした物語。カメリアド王はアーサー王から娘であるグィネヴィアに対する結婚を申し込まれるが、アーサー王の素性がハッキリしないために迷う。ベディヴィア、ブリーセントなどの説得を受けるカメリアド王であったが、最終的には自分が見た夢に何かを感じ、アーサー王と娘の結婚を承諾するのだった。

### Gareth and Lynette
『アーサー王の死』にも収録されている、ガレス卿の冒険を描いた物語。母親により、騎士になることを反対されていたガレスは、身分を隠し、1年間の台所下働きを勤めることと引き換えに騎士になることを許される。やがて、数々の障害を乗り越え、ガレスは乙女を助けるための冒険をやり遂げるのであった。特筆すべき改変点として、『アーサー王の死』とはガレス卿の恋人にあたる人物が変更されている。

### The Marriage of Geraint
『マビノギオン』に登場する『ゲライントとエニード』、またクレティアン・ド・トロワの『エレックとエニード』を題材にした物語。ゲライントは宮廷の人間関係のもつれから、領地に引きこもり、ただひたすらに妻であるエニードを愛する生活を贈るようになった。しかし、これはある意味で成長や名誉を求めない堕落した生活に他ならず、エニードはこれを批判する。これがきっかけで、2人の間では様々な問題が浮かび上がるのであった。

### Geraint and Enid
第4の牧歌の続編。妻の不貞を疑うようになったゲライントは、旅の途中、妻に対し一切口を開いてはならないと命令をした。しかし、ゲライントに危機が迫るたびに妻は警告のために声をあげるのであった。ゲライントは何度も約束を破るエニードに怒り、ひどい扱いをする。だが、やがてゲライントは妻の美徳を感じ、謝罪するのであった。

### Balin and Balan
マロリーの『アーサー王の死』や、後期流布本に収録されるベイリン卿の冒険を題材にした物語。一度はアーサー王の不興を買い、追放されたベイリンだがついに宮廷に帰る事を許される。粗野な性格のベイリンは、高貴で洗練されたランスロットを目標にし、ランスロットのように王妃に対し忠誠を誓うことを決意する。その熱意が認められ、ついにベイリンは王妃の紋章を盾に飾ることを許されるが、尊敬する王妃がランスロットと不倫関係にあることに気づくと、狂ったように宮廷を立ち去った。やがて、旅の途中、聖なる槍を手に入れたベイリンは、ヴィヴィアンの策略にはまり、そうとは知らずこの世で最も愛する人物、弟であるベイラン卿と戦うことになるのだった。

### Merlin and Vivien
アーサーの側近である魔法使い・マーリンを主人公にした物語り。アーサー王の宮廷にやってきたヴィヴィアンは、宮廷で不破のタネを巻き散らかす。最終的に、ヴィヴィアンは自分に恋をしているマーリンを騙し、オークの木の中に閉じ込めてしまう。これによって、マーリンは2度と出てくることはできなくなってしまうのであった。

### Lancelot and Elaine
円卓の騎士であるランスロット卿と、アストラットのエレインの恋物語。とある事情があって、グィネヴィア王妃のために変装してトーナメントに参加することになったランスロットであったが、変装の小道具としてエレインからしるしを借りることにした。このとき、エレインはランスロットに恋をしてしまう。だが、ランスロットはグィネヴィアのみを愛しているため、エレインの愛に応えることはない。やがて、恋わずらいから衰弱したエレインは死を迎えるのだった。

### The Holy Grail
聖杯伝説をめぐる、騎士達の冒険の物語。すでに騎士をやめ、出家しているパーシヴァルを主人公として、回想の形式で物語が展開する。かつて、円卓の騎士達はアーサー王の反対を押し切り、聖杯を求めて旅を始めることを誓う。だが、1年と1日の過酷な冒険の結果、一部の騎士は聖杯を見ることができたものの、ほとんどの騎士は帰還することができず、円卓の騎士団の力は大きく衰退するのだった。作中では、一応、パーシヴァル、ボールスが聖杯を見ることに成功し、またランスロットも布を被った状態ではあるが聖杯をみることに成功している。特に、ガラハッドは聖杯に到達するものの、別の世界の王となり、世俗の世界に帰ってくる事はなかった。

### Pelleas and Ettare
『アーサー王の死』などに収録されている、ペレアス卿を主人公にした物語。ペレアス卿は、エタールに恋をし、懸命に彼女に尽くすものの、エタールの方ではあまりペレアスに好感を持ってはいなかった。やがて、分かれることになった2人であるが、ガウェインがペレアスに対し2人の仲を取り持つことを約束する。しかし、ガウェインの裏切りによって2人の仲は修復不可能になってしまう。最終的に、ペレアスは北の方に旅立つのであった。

### The Last Tournament
ある日、アーサー王とランスロットが鷲の巣から女の赤ちゃんを拾って帰ってくると、その子はグィネヴィアの養子となり可愛がられることになった。しかし、その赤ちゃんは不幸にも若死にしてしまう。赤ちゃんとともに拾ってきた宝石を見るたびに悲しい気分になるグィネヴィアはこの宝石を賞品にしてトーナメントを開催することをアーサー王に提案する。このトーナメントでは、トリストラムがルビーを勝ち取るものの、全体的に試合の内容は高貴な身分に相応しくないほどラフなものであった。最終的に、トリストラムは宝石をイゾルデに贈るのだが、背後からマーク王に刺され、命を落す。

### Guinevere
グィネヴィアとランスロットはかねてから不倫関係にあったが、ついにこれがアーサー王の知るところとなる。グィネヴィアは修道院に逃げ込む。グィネヴィアはアーサー王と面会を果たし、ついに許されることになる。そして、修道院に入ってから3年後、グィネヴィアは死亡するのだった。

### The Passing of Arthur
モードレッドがアーサー王に反乱を起した。アーサー王の円卓の騎士達はすでに物語の開始時点で多くが脱落しており、またガウェインなどの円卓の騎士も戦死してしまう。ついに、アーサーの手で最初に騎士になったベディヴィアのみが生き残り、アーサー王とモードレッドの戦いを見届ける。この最後の戦いに勝ったものの、重傷を負ったアーサー王は治療のためアヴァロン島に向うのだった。

## 書誌情報
日本語全訳版として清水阿や訳『王の物語』（ドルフィンプレス）が、『The Passing of Arthur』の摘訳として『対訳テニスン詩集』（岩波文庫）がある。